# Dyschiriognatha montana
Dyschiriognatha montana är en spindelart som beskrevs av Simon 1897. Dyschiriognatha montana ingår i släktet Dyschiriognatha och familjen käkspindlar. Inga underarter finns listade i Catalogue of Life.